# Camellia mileensis
Camellia mileensis là một loài thực vật có hoa trong họ Theaceae. Loài này được T.L.Ming mô tả khoa học đầu tiên năm 1997.